# Vladimir Kaspé
Vladimir Kaspé (* 3. Mai 1910 in Harbin; † 7. Oktober 1996 in Mexiko-Stadt) war ein russisch-mexikanischer Architekt.

## Leben
Kaspé verließ Russland bereits 1926 und studierte an der École des Beaux-Arts in Paris, wo er Mario Pani kennenlernte, der ihn einlud, in Mexiko zu arbeiten, wohin er 1942 dann emigrierte. In Mexiko war er von 1942 bis 1950 Redakteur bei der Fachzeitschrift „Arquitectura / México“ sowie Partner der französischen „L’Architecture d’Aujourd’hui“, für die er die Abrechnungen bei der französischen Leserschaft der mexikanischen Auflage übernahm. 1946 nahm er die mexikanische Staatsbürgerschaft an.
Er war Professor an der Fakultät für Architektur der Universidad Nacional Autónoma de México (UNAM), der Universidad Iberoamericana und der Escuela Mexicana de Arquitectura, Diseño y Comunicación (EMADYC) der Universidad La Salle in Mexiko-Stadt.
Kaspé entwarf in Mexiko-Stadt unter anderem den Gewerbekomplex „Super Servicio Lomas“, das französisch-mexikanische Gymnasium „Liceo Franco Mexicano“, das israelitische Sportzentrum „Centro Deportivo Israelita“ (CDI), das zentrale Verwaltungsgebäude der Supermarktkette „Supermercados S.A.“, die Laboratorien der „Grupo Roussel“, die Zugangsbrücke zum „Panteón Dolores“ (Dolores-Friedhof) und den Serviceknotenpunkt des Conjunto Habitacional "El Rosario" (1950–54).